# Gare de Séville-Santa Justa
Pour les articles homonymes, voir Santa Justa.
La gare de Séville-Santa Justa est une gare ferroviaire espagnole, située à Séville, capitale de la province du même nom, en Andalousie. Elle dessert le centre de la ville, en étant établie au nord du centre historique, dans le district de San Pablo - Santa Justa, entre les quartiers de las Huertas, Huerta de Santa Teresa, la Calzada, San Roque et El Fontanal.
Plus importante gare de la ville, elle est desservie par des trains de relations nationales, régionales et locales de type banlieue.

## Situation ferroviaire
Elle dispose de six voies à écartement standard UIC de 1 435 mm pour le trafic des trains à haute vitesse AVE à destination de Madrid-Atocha et de six autres voies à écartement espagnol de 1 668 mm pour les trafics local et régional.

## Histoire
L'idée de faciliter l'accès à l'Andalousie par un train à haute vitesse fit partie des priorités du gouvernement espagnol dès 1986, quand il décida de construire le Nouvel Accès Ferroviaire à l'Andalousie (Nuevo Acceso Ferroviario a Andalucía - NAFA) en utilisant des voies d'écartement international pour la circulation de trains à haute vitesse.
Projetée par les architectes Antonio Cruz Villalón et Antonio Ortiz García, elle fut construite entre 1987 et 1991 pour améliorer la liaison entre Séville et, par le biais de Madrid, le reste de l'Espagne, ceci notamment dans l'optique des importants mouvements de masse que devait occasionner l'Exposition universelle de 1992. Elle fut inaugurée le 2 mai 1991.
Elle doit son nom à sainte Juste, protectrice de la cathédrale de Séville et de la Giralda.

## Service des voyageurs

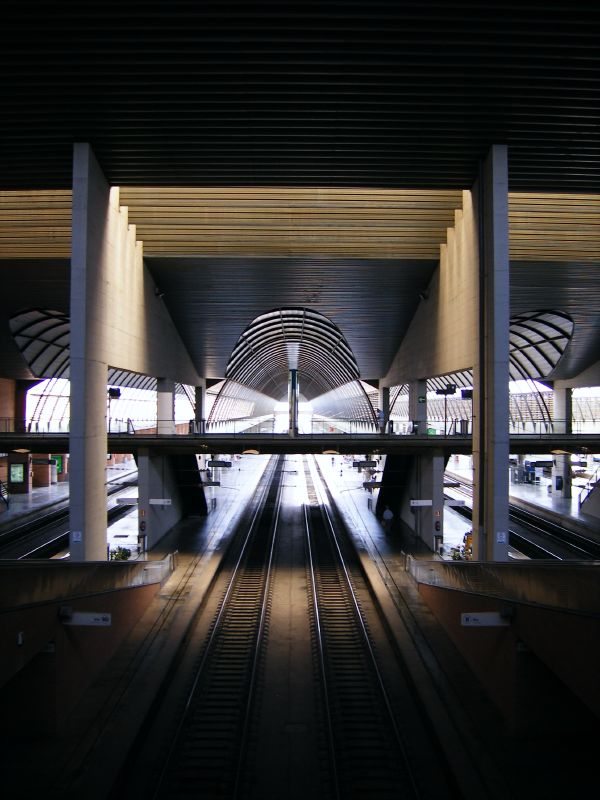
Voies de la gare Santa Justa.

### Accueil
Elle dispose d'un bâtiment pour les voyageurs avec des guichets et des automates pour l'achat de titres de transport.

### Desserte
Séville-Santa Justa est desservie par des trains de relations nationales, régionales et locales de type banlieue.
Relations nationales :
- trains AVE : LGV Madrid-Séville ;
- trains Altaria : Cadix -  Séville-Santa Justa - Madrid ;
- trains Altaria Triana : Cadix -  Séville-Santa Justa - Barcelone ;
- trains Arco : Séville-Santa Justa - Barcelone ;
- trains Trenhotel : Cadix - Séville-Santa Justa - Valence Barcelone ;
- trains Avant : Séville-Santa Justa - Cordoue.

Relations régionales, dite aussi moyenne distance :
- A1 : Séville-Santa Justa - Sevilla-San Bernardo - Cadix ;
- A2 : Séville-Santa Justa - Tocina - Jaén ;
- A3 : Séville-Santa Justa - Sevilla-San Bernardo - Malaga - Almería ;
- A7 : Séville-Santa Justa - La Rinconada - Plasence - Mérida ;
- A8 : Séville-Santa Justa - Carrión de los Céspedes - Huelva.

Relations locales Cercanías :
- C1 : Lora del Río - La Rinconada - Séville-Santa Justa - Utrera ;
- C2 : Santa Justa - La Cartuja ;
- C3 : Cazalla-Constantina - Séville-Santa Justa ;
- C4 : Circulaire Palais des congrès - Séville Santa Justa - Séville-San Bernardo ;
- C5 : Benacazón - Séville-Jardines de Hércules.

### Intermodalité
Plusieurs parkings pour les véhicules y sont aménagés.
Elle est desservie par plusieurs lignes d'autobus permettent d'accéder à la gare, notamment les lignes circulaires C1 et C2, et par une navette (ligne EA) qui relie le Prado de San Sebastián et l'aéroport San Pablo, via la gare.

## Projet de desserte par un métro
À moyen terme, la gare de Santa Justa devrait être reliée par la ligne de métro 2b à l'aéroport d'un côté et au quartier de Triana de l'autre.